# The Sims 4
The Sims 4 är ett relationsspel från utvecklaren Maxis och det fjärde i The Sims-serien. Utgivaren Electronic Arts bekräftade att spelet var under utveckling 6 maj 2013. I Sverige och Europa gavs spelet ut för PC 4 september 2014, både som fysisk kopia och digital för nedladdning. 17 februari 2015 kom det även för Mac-datorer. Det släpptes sedan för både Playstation 4 och Xbox One 17 november 2017. Sedan 18 oktober 2022 är basspelet gratis att ladda ner och spela.
Från början var det tänkt att The Sims 4 skulle vara ett flerspelarspel online men detta beslut ändrades efter att utvecklaren Maxis spel SimCity som släpptes 2013 fick skarp kritik när det lanserades.
Spelet fick medelgoda betyg av många recensenter. Enligt Metacritic, som samlar och sammanställer recensioner, fick spelet ett snittbetyg på 70 av 100 av kritiker, vilket är betydligt lägre än vad spelets föregångare fick. Även av användare fick spelet ett snittbetyg på 4.2 av 10. Många fans var besvikna att funktioner som fanns i föregående The Sims-spel saknades. Bland annat när spelet lanserades år 2014 fanns varken pool eller småbarn som det hade gjort i de tidigare spelen. Men senare i olika gratis speluppdateringar har det tillkommit både småbarn och pooler samt fler verktyg och funktioner till basspelet. Sedan 14 mars 2023 finns även spädbarn.
Det första spelpaketet under namnet Vildmarken släpptes 13 januari 2015. Det introducerade en ny resmålsvärld, föremål, klädesplagg och sociala interaktioner. Spelets första expansionspaket släpptes 1 april samma år i Sverige både som fysisk kopia och till nedladdning, under namnet Dags att Jobba. Fram till 31 oktober 2024 har det släppts femton expansionspaket, där det senaste är Liv och Död. Det har också släppts tolv spelpaket och tjugo prylpaket samt ett antal kit.
18 oktober 2022 bekräftades att ett femte The Sims-spel är under utveckling under arbetstiteln ”Project Rene” men att The Sims-teamet inte har några planer på att sluta utveckla och uppdatera The Sims 4.

## Spelupplägg
Likt spelets föregångare är The Sims 4 ett relationsspel där användaren skapar ”simmar” och klär dem, bygger och möblerar hus åt dem och simulerar deras vardagsliv. Användaren följer simmarna under livets gång och ser dem växa upp, skapa relationer till andra simmar, och tjäna pengar på diverse vis. Spelet har därför inte något slutmål att nå utan är ett spel du kan spela om och om igen med nya simmar. Simmarna använder sig av valutan simdaler (§) och talar det fiktiva språket simlish (även känt som simliska och simska). 

### Skapa en sim
Skapa en sim är det spelläge där användaren skapar en sim. Det går där att bland annat välja ansiktsdrag, kroppsbyggnad och hudfärg. Det finns åtta livsstadier att välja mellan: spädbarn, småbarn, barn, tonåring, ung vuxen, vuxen och åldring.
Sedan 2016 går det också att få simmarna uttrycka olika könsidentiteter. Sedan 2022 kan användaren också bestämma en sims sexualitet och om de är villiga att utforska den samt ge dem kroppshår.

### Bygga och köpa
Bygg- och köpspelläget används för att bygga ett hem till en sim eller på allmän mark. Det finns även färdigbyggda hus för simmen att flytta in i. Det går även att köpa möbler och inredning till hemmen.

### Världar
I basspelet inkluderas tre världar, Willow Creek, Oasis Springs och Newcrest. Utöver dessa tre finns det arton extra bostadsvärldar och tre resmåsvärldar i diverse expansionspaket och spelpaket. Dessa världar kommer med både befintligt byggda tomter men även tomma. Vissa världar har mindre antal tomter än andra.

### Nya spelfunktioner
I The Sims 4 finns ett galleri där simmare kan lägga upp sin kreationer och dela med sig till andra. Användaren kan även ladda ner andras färdigställda rum, byggda tomter och skapade simmar.
Känslor spelar stor roll i The Sims 4 och kan påverkas av spelval, händelser och sociala interaktioner med andra simmar. En sim kan få både positiva och negativa humörsvängningar.
Att göra flera saker samtidigt är också en ny funktion. Till exempel kan en sim både fiska och prata med en annan sim samtidigt.